# Tessenderlo-Ham
Tessenderlo-Ham is een Belgische gemeente die op 1 januari 2025 ontstaan is uit de vrijwillige fusie van de gemeenten Tessenderlo en Ham in de provincie Limburg. De fusiegemeente heeft een oppervlakte van 84,43 km² en telt ruim 30.000 inwoners.
Het is een van de dertien gemeentefusies die in Vlaanderen plaats vond in het kader van de fusiegolf van 2024-2025.

## Kernen
De fusiegemeente telt drie deelgemeenten, namelijk Tessenderlo, Oostham en Kwaadmechelen. Bodemkundig en volkskundig behoren zij alle drie tot de Zuiderkempen.
In de deelgemeente Tessenderlo liggen behalve Tessenderlo-centrum ook de plaatsen Berg, Engsbergen, Hulst en Schoot. In Kwaadmechelen liggen verder nog de kerkdorpen Genebos en Genendijk.

### Deelgemeenten
| # | Naam          | Opp. (km²) | Inwoners (2020) | Inwoners per km² | NIS-code |
| - | ------------- | ---------- | --------------- | ---------------- | -------- |
| 1 | Tessenderlo   | 51,64      | 18.727          | 363              | 71057    |
| 2 | Oostham       | 16,45      | 5.347           | 325              | 71069A   |
| 3 | Kwaadmechelen | 16,34      | 5.628           | 344              | 71069B   |

## Demografische ontwikkeling van de fusiegemeente ontstaan op 1 januari 2025
Deze evolutie is gemaakt op basis van de historische gegevens die betrekking hebben op de twee gemeenten, inclusief hun deelgemeenten, die samen de nieuwe fusiegemeente vormen vanaf 1 januari 2025.
- Bronnen:NIS, Opm:1831 tot en met 1981=volkstellingen; 1990 en later= inwonertal op 1 januari

| Inwoners van jaar tot jaar op 1 januari 1992 tot heden | Inwoners van jaar tot jaar op 1 januari 1992 tot heden | Inwoners van jaar tot jaar op 1 januari 1992 tot heden |
| jaar                                                   | Aantal                                                 | Evolutie: 1992=index 100                               |
| ------------------------------------------------------ | ------------------------------------------------------ | ------------------------------------------------------ |
| 1992                                                   | 23.374                                                 | 100,0                                                  |
| 1993                                                   | 23.570                                                 | 100,8                                                  |
| 1994                                                   | 23.748                                                 | 101,6                                                  |
| 1995                                                   | 23.844                                                 | 102,0                                                  |
| 1996                                                   | 23.976                                                 | 102,6                                                  |
| 1997                                                   | 24.236                                                 | 103,7                                                  |
| 1998                                                   | 24.532                                                 | 105,0                                                  |
| 1999                                                   | 24.796                                                 | 106,1                                                  |
| 2000                                                   | 25.145                                                 | 107,6                                                  |
| 2001                                                   | 25.401                                                 | 108,7                                                  |
| 2002                                                   | 25.593                                                 | 109,5                                                  |
| 2003                                                   | 25.861                                                 | 110,6                                                  |
| 2004                                                   | 26.002                                                 | 111,2                                                  |
| 2005                                                   | 26.275                                                 | 112,4                                                  |
| 2006                                                   | 26.516                                                 | 113,4                                                  |
| 2007                                                   | 26.823                                                 | 114,8                                                  |
| 2008                                                   | 27.206                                                 | 116,4                                                  |
| 2009                                                   | 27.551                                                 | 117,9                                                  |
| 2010                                                   | 27.920                                                 | 119,4                                                  |
| 2011                                                   | 28.317                                                 | 121,1                                                  |
| 2012                                                   | 28.500                                                 | 121,9                                                  |
| 2013                                                   | 28.715                                                 | 122,9                                                  |
| 2014                                                   | 28.779                                                 | 123,1                                                  |
| 2015                                                   | 28.951                                                 | 123,9                                                  |
| 2016                                                   | 29.021                                                 | 124,2                                                  |
| 2017                                                   | 29.250                                                 | 125,1                                                  |
| 2018                                                   | 29.338                                                 | 125,5                                                  |
| 2019                                                   | 29.510                                                 | 126,3                                                  |
| 2020                                                   | 29.704                                                 | 127,1                                                  |
| 2021                                                   | 29.912                                                 | 128,0                                                  |
| 2022                                                   | 30.047                                                 | 128,5                                                  |
| 2023                                                   | 30.175                                                 | 129,1                                                  |
| 2024                                                   | 30.349                                                 | 129,8                                                  |
| 2025                                                   | 30.645                                                 | 131,1                                                  |

## Politiek

### Resultaten gemeenteraadsverkiezingen sinds 2024
| Partij of kartel     | Partij of kartel     | 13-10-2024 | 13-10-2024 |
| Stemmen / Zetels     | Stemmen / Zetels     | %          | 31         |
| -------------------- | -------------------- | ---------- | ---------- |
|                      | CD&V                 | 29,2       | 11         |
|                      | Vooruit              | 22,0       | 8          |
|                      | Vlaams Belang        | 15,2       | 5          |
|                      | N-VA                 | 12,9       | 4          |
|                      | Open Vld             | 11,3       | 3          |
|                      | Groen                | 4,8        | 0          |
|                      | LOOI.nu - Impact     | 3,1        | 0          |
|                      | DE Volkspartij       | 1,5        | 0          |
| Totaal stemmen       | Totaal stemmen       | 14.456     | 14.456     |
| Opkomst %            | Opkomst %            | 60,8       | 60,8       |
| Blanco en ongeldig % | Blanco en ongeldig % | 0,5        | 0,5        |

De zetels van de gevormde meerderheid staan vetjes afgedrukt. De grootste partij is in kleur.

Zie voor eerdere resultaten voor de fusie op Tessenderlo en Ham.

## Bezienswaardigheden
Alken · As · Beringen · Bilzen-Hoeselt · Bocholt · Bree · Diepenbeek · Dilsen-Stokkem · Genk · Gingelom · Halen · Hamont-Achel · Hasselt · Hechtel-Eksel · Heers · Herk-de-Stad · Herstappe · Heusden-Zolder · Houthalen-Helchteren · Kinrooi ·  Lanaken · Leopoldsburg · Lommel · Lummen · Maaseik · Maasmechelen · Nieuwerkerken · Oudsbergen · Peer · Pelt · Riemst · Sint-Truiden · Tessenderlo-Ham · Tongeren-Borgloon · Voeren · Wellen · Zonhoven · Zutendaal

België: Provincies · Gemeenten